# Nicky Adler
Nicky Adler (* 23. Mai 1985 in Leipzig) ist ein ehemaliger deutscher Fußballspieler.

## Karriere
Nicky Adler spielte in der Jugend bei der SG Rotation Leipzig und beim VfB Leipzig.
Ab 2003 spielte Adler in der Reservemannschaft des TSV 1860 München, mit der er zunächst in der Bayernliga und ab 2004 in der Regionalliga Süd antrat. Seine Leistungen in dieser Zeit galten als herausragend. Zu Beginn der Saison 2005/06 rückte Adler in der Zweitliga-Kader der Löwen auf.
Für die Saison 2007/08 verpflichtete der Erstligist 1. FC Nürnberg Adler ablösefrei. Dort kam er auf dreizehn Ligaeinsätze, wobei er nur fünfmal in der Startelf stand und nur einmal über die volle Zeit spielte. Hinzu kamen ein Kurzeinsatz im DFB-Pokal und drei Spiele im UEFA-Cup, in denen er stets ausgewechselt wurde. Ein Tor oder eine Vorlage konnte ihm dabei nie gelingen. Am Ende der Saison verließ Adler den abgestiegenen Club.
Zur Saison 2008/09 schloss sich Adler dem ebenfalls abgestiegenen MSV Duisburg an. Sein erstes Tor für die Zebras gelang ihm am fünfzehnten Spieltag gegen RW Oberhausen. Im Sommer 2010 wechselte er nach 42 Zweitliga-Spielen (5 Tore) für den MSV zum Zweitliga-Aufsteiger VfL Osnabrück.
Zur Saison 2011/12 unterschrieb Adler einen Einjahresvertrag bei Wacker Burghausen, wo er auf seinen ehemaligen Trainer vom MSV Duisburg Rudi Bommer traf. In der Hinrunde konnte der Stürmer acht Treffer erzielen, darunter einen Doppelpack gegen die SpVgg Unterhaching, der ihm unter anderem eine Nominierung zum Spieler des Monats einbrachte. Verletzungsbedingt fiel Adler danach für längere Zeit aus. Unter dem neuen Trainer Reinhard Stumpf kam er erst wieder kurz vor dem Ende der Saison vermehrt zum Einsatz. Nach Sebastian Glasner war er am Saisonende der zweiterfolgreichste Torschütze in der Mannschaft der Burghauser.
Zur Saison 2012/13 wechselte Adler zum in die 2. Bundesliga aufgestiegenen SV Sandhausen. Der Mannschaft gelang trotz des 17. Tabellenabschlussrangs der Klassenerhalt, da dem MSV Duisburg die Lizenz entzogen wurde. In der Spielzeit 2013/14 wurde er mit neun Treffern erfolgreichster Torschütze der Mannschaft. Zur Saison 2015/16 unterschrieb Adler trotz eines noch bis 2016 laufenden Vertrages aus privaten Gründen einen Zweijahresvertrag beim Drittligisten FC Erzgebirge Aue. Mit dem Verein stieg Adler als Vizemeister hinter Dynamo Dresden wieder in die 2. Bundesliga auf. In der folgenden Zweitligasaison 2016/17 gelang dem Stürmer mit dem FC Erzgebirge trotz einer 0:1-Niederlage bei Fortuna Düsseldorf am 34. Spieltag der Klassenverbleib in der 2. Bundesliga.
Im März 2018 gründete Adler mit Andreas Heinz Herbert Schmitz die Initiative „Sportler Retten Leben“. Mit der Unterstützung von 16 weiteren Sportlern stellte er das Projekt im Rahmen einer Pressekonferenz vor. Ziel der Initiative ist die Schulung von Sportlern und Sportvereinen, um in Fällen von plötzlichem Herzstillstand bestmöglich vorbereitet zu sein.
Der Stürmer stand vor dem Ende seiner aktiven Karriere beim Regionalligisten 1. FC Lokomotive Leipzig unter Vertrag und wurde dann Co-Trainer von Wolfgang Wolf bei eben diesem Verein.

## Erfolge
- Meister der Bayernliga (1): 2004 mit dem TSV 1860 München 2
- Aufstieg in die Regionalliga: 2008 mit dem 1. FC Nürnberg 2
- Aufstieg in die 2. Bundesliga: 2016 mit dem FC Erzgebirge Aue
- Meister der Regionalliga: 2020 mit dem 1. FC Lok Leipzig als Co-Trainer